# Língua jicarilla
Jicarilla (em língua apache Abáachi mizaa) é uma das línguas atabascanas setentrionais, sendo falada pelos Apaches Jicarilla.

## Revitalização da língua
No Censo de 2000, 680 pessoas declararam falar Jicarilla. Porém, em 2007, o linguísta Golla registrou somente 300 falantes de Jicarilla como primeira língua e algo como isso ou um pouco mais que tinham Jicarilla com segunda língua (isso numa população étnica de 3.100 pessoas); em 2003, a Nação Apache Jicarilla se tornou a primeira tribo do Novo México a cerftificar membros da comunidade para ensinar uma língua Nativa Americana. Os esforços de revitalização incluíram já em 2012 a compilação de um dicionário, aulas e acampamentos para jovens Jicarlilla.

## Escrita
A língua Jicarilla utiliza uma forma própria do alfabeto latino que apresenta 33 símbolos (16) entre letras, combinações de letras (10) e letras com diacríticos (7); não apresenta as letras F, P, Q, R, U, V, X;

## Fonologia

### Consoantes
Jicarilla apresenta 34 sons consoantes:
|             |             | Bilabial | Alveolar | Alveolar | Palatal | Velar | Velar | Glotal |
| central     | lateral     | Bilabial | plana    | Labial   | Palatal |       |       | Glotal |
| ----------- | ----------- | -------- | -------- | -------- | ------- | ----- | ----- | ------ |
| Nasal       | Nasal       | m        | n        |          |         |       |       |        |
| Oclusiva    | Surda       | p        | t        |          |         | k     | kʷ    | ʔ      |
| Oclusiva    | Sonora      |          | d        |          |         |       |       |        |
| Oclusiva    | Aspirada    |          | tʰ       |          |         | kʰ    | kʷʰ   |        |
| Oclusiva    | Ejetiva     |          | tʼ       |          |         | kʼ    |       |        |
| Africada    | plana       |          | ts       | tɬ       | tʃ      |       |       |        |
| Africada    | Aspirada    |          | tsʰ      | tɬʰ      | tʃʰ     |       |       |        |
| Africada    | Ejetiva     |          | tsʼ      | tɬʼ      | tʃʼ     |       |       |        |
| Fricativa   | Surda       |          | s        | ɬ        | ʃ       | x     | xʷ    | h      |
| Fricativa   | Sonora      |          | z        |          | ʒ       | ɣ     | ɣʷ    |        |
| Aproximante | Aproximante |          |          | l        | j       |       |       |        |

## Amostra de texto
| Abáchii miizaa | Português |
| --- | --- |
| Shíí Rita shíízhii. Lósii’yé shii’deeshchíí shíí á’ee néésai. Shiika’éé na’iizii’íí nahiikéyaa’íí miiná’iisdzo’íí éí yaa shishíí. Shii’máá éí gé koghá’yé sidá nahaa daashishíí. Shiidádéé naakii. Dáłaa’é éí édii. Dáłaa’é éí dá aada’é miigha. Shiishdázha dáłánéé. Ałtso nada’iizii. Łe’ dá á’ee Lósii’ee daamigha. Isgwéela’yé naséyá, éí Lósii’ee naséyá dá áństs’íísédá. Łe’gó Santa Fe’yé dáłaa’é hai shee goslíí á’ee. Łe’gó Ináaso’yé éí kái’ii hai shee goslíí.... | Meu nome é Rita . Eu nasci e cresci em Dulce, Novo México. Meu pai trabalhou para cuidar de nossa terra. Minha mãe ficou em casa e cuidou de todos nós. Eu tinha duas irmãs . Uma deles é falecida . A outra vive longe daqui. Tenho muitas irmãs mais novas . Todas elas trabalham . Algumas delas vivem em Dulce . Quando eu era jovem , eu fui para a escola em Dulce . Então eu vivi por um ano em Santa Fe. Mais tarde eu vivi três anos, em Ignacio ... |